# آغلال (الجزائر)
آغلال هي إحدى بلديات ولاية عين تموشنت الجزائرية.
تقع بين ولاية عين تموسنت و ولاية سيدي بلعباس سميت أغلال بسبب إحاطتها بالجبال من كل الجهات و أيضا هي تسمى بأم الشهداء.